# Natashquan (fiume)
Il Natashquan  è un fiume canadese, lungo circa 400 chilometri. Le sorgenti si trovano nel territorio del Terranova e Labrador, poi il fiume scorre verso sud ed entra in Québec, per poi sfociare nel Golfo di San Lorenzo.